# 댄 오헐리
댄 오헐리히(영어: Dan O'Herlihy, 영어 발음: /oʊˈhɜːrləhi/, 1919년 5월 1일 ~ 2005년 2월 17일)는 아일랜드 출신의 배우이다. 《로빈슨 크루소의 모험》(1954)으로 1955년 제27회 아카데미상 남우주연상 후보에 올랐다.

## 출연 작품

### 영화
- 로빈슨 크루소의 모험 (1954)
- 황혼에 돌아오라 (1958)
- 핵전략 사령부 (1964)
- 나폴레옹 (1970)
- 할로윈 3 (1982)
- 최후의 스타화이터 (1984)
- 로보캅 (1987)
- 로보캅 2 (1990)
- 천사의 음모 (1993, Love, Cheat & Steal)

### 텔레비전
- 트윈 픽스 (1990-91)